# Joseph Francis Shea
Pour les articles homonymes, voir Shea.
Joseph Francis Shea (5 septembre 1926 - 14 février 1999) est un ingénieur aéronautique américain, responsable de la National Aeronautics and Space Administration (NASA).

## Biographie
Né dans le Bronx à New York, il fait ses études à l'Université du Michigan, recevant un doctorat en ingénierie mécanique en 1955. Après avoir travaillé pour les Laboratoires Bell sur le système de guidage inertiel du missile balistique intercontinental Titan I, il est embauché par la NASA en 1961. En qualité de directeur adjoint du Bureau des vols spatiaux habités, puis prend la tête du Bureau du vaisseau spatial du programme Apollo. Shea a joué un rôle clé dans les choix d'architecture du programme Apollo, en appuyant la proposition de rendez-vous en orbite lunaire de John Houbolt. Tout en suscitant parfois des controverses au sein de l'agence, Shea était considéré par son ancien collègue George Mueller comme « l'un des plus grands ingénieurs systèmes de notre temps ».
Profondément impliqué dans l'enquête de l'incendie du vaisseau spatial Apollo 1 en 1967, Shea subit une dépression nerveuse en raison du stress qu'il subit à l'époque. Il est démis de son poste et quitte la NASA peu de temps après. De 1968 à 1990, il travaille comme cadre supérieur dans la société Raytheon à Lexington et par la suite devient enseignant en aéronautique et astronautique au Massachusetts Institute of Technology (MIT). Sollicité comme consultant pour la NASA pour le projet de refonte de la Station spatiale internationale en 1993, il doit quitter son poste en raison de problèmes de santé.